# タキタロウ
タキタロウは、山形県東田川郡朝日村（現・鶴岡市）の大鳥池に生息していると言われている巨大魚である。捕獲例が非常に少ないので生物学的な詳細は分かっておらず、いわゆるUMAに分類される。しかし、過去に何度も大型魚がこの大鳥池で目撃されており、何らかの大型魚が存在するものと考えられている。

## 形態
体長7尺から1丈（2.1から3.0メートル）下顎が異常に長く、上顎に食い込むほどに発達する。体長に対する体高の比が大きく、これによってイワナと区別できる。体表は赤茶色、斑点がある。尾鰭は扇型で大きい。体は皮下脂肪で覆われ、焼いてもここが燃えるだけで肉まで火が通らない。肉はピンク色で、食べると淡白で美味であるという。

## 生態
冷水を好み、直射日光を嫌うため深い場所に生息する。警戒心が強く、人目に付くことは稀である。食性は貪欲で、ときおり水面近くで群れを成し自分よりも小さな魚を追う。秋から冬にかけ、みぞれの降る夜に沢にのぼって産卵し、その後一生を終えるというが死体は発見されたことがない。

## 沿革
朝日村には古くから「滝太郎」または「竹太郎」という怪魚の言い伝えがある。「これを捕らえようとすれば、雲を呼び、嵐を巻き起こし、田畑に害をなす」と言われている。元和元年（1615年）6月、大鳥池で魚を獲ったところ、大洪水で4万8000人が被災した。寛文9年（1669年）6月、大鳥池に登った9人の役人が即死した。
タキタロウについて記した古い文献として松森胤保の『両羽博物図譜』（1885年）が挙げられる。この中の「岩名」の項目に大物ヲ瀧太郎ト云 五尺計ノモノ大鳥川ヨリ流レ来ルコト有ト聞クという記述があるものの、大鳥池に生息するイワナに関して「一尺位ヨリ大ナルモノナシ」と大型種の存在を否定している。
古い文献には「タキタロウという巨大魚」について記載したものは見出せないと荒俣宏は言うが、それでも大正（1912年 - 1926年）から昭和（1926年 -）初期には地元住人の間でタキタロウの伝承が語り継がれていた。1917年、水門工事の際に2匹の大型魚が捕獲されている。体長1.5メートル、体重40キロ程度。20人の作業員が4日間かけて食べた。「刺身にするとトロのような味で、焼いても脂がのっていて美味」という趣旨の証言が残っている。朝日村の古老も、1934年頃までは1メートル程度のタキタロウがかなり釣れたと語る。
その後何度かタキタロウと思われる怪魚が捕獲されたという話が出ており、1975年には、矢口高雄の漫画『釣りキチ三平』の中で「O池の滝太郎」と紹介され、全国的に名が知られるようになる。1980年には同作品のテレビアニメ版にも登場した。
1982年7月19日午前6時15分、朝日山地の以東岳に登山中の4名が直登尾根の標高1250メートル地点から大鳥池を見下ろすと、目測で2メートル前後と思われる巨大魚が見えた。この発見によりタキタロウは単なる幻ではないとして本格的な調査開始のきっかけとなる。
1982年9月、大鳥池を舞台に村を上げてタキタロウの調査が行われた。湖盆形態と魚群分布をエコーサウンダーで捕捉、水温・水質、気象観測、捕獲の調査などの科学的な調査
を行ったのはこの時が初めてである。タキタロウの実物を確認することはかなわなかったが、大型の魚影が確認でき、また湖底地形や水温・水質などについて新たな知識が得られた。
1983年から3年間、地質学などの専門家や朝日村、NHK水中撮影班らを交えて結成した大鳥池調査団による大掛かりな調査が行われた。最初の年は魚影を認めただけで終わったが、1985年10月27日、正体不明の大型個体が捕獲された。体長70センチ、体重5.6キロ、体高23センチ、胴回り50センチのその個体は、二人の専門家によって「アメマス系のニッコウイワナ」と「オショロコマに近いアメマス」と鑑定された。アメマスもニッコウイワナも生物学的にはイワナの亜種、オショロコマはイワナ属（広義のイワナ）であり、2つの返事の内容に大きな差があるというわけではない。この個体の剥製は、鶴岡市大鳥地区にあるタキタロウ館で展示されている。なお、荒俣宏は、アメマスは降海型のイワナであるからタキタロウは大鳥池を海の代用にしていると述べる。
また、2001年にも72センチメートルのタキタロウとされる魚が釣り上げられている。
それ以降は、新しい目撃例も発見例はなかったが、地元の大鳥地域づくり協議会（工藤悦夫会長）ら14人が、2014年9月6日 - 8日にかけて行った魚群探知機による調査で、水深20-50メートルの地点で魚影を探知することに成功した。過去の大鳥池調査団による調査にも関わった同協議会事務局の佐藤征勝は、過去に言われた通り浅いところではなく、水深30メートルほどで反応があったとコメントしている。同じくこの調査に自主参加した慶應義塾大学先端生命科学研究所の伊藤卓朗博士が、池の性質を調査した結果、深い水域でも魚が生きるのに十分な酸素濃度があることが判明した。

## 正体
- タキタロウ→イワナ説
  - 奥只見湖（福島県南会津郡檜枝岐村・新潟県魚沼市）では70センチの陸封型イワナが獲れることがある。この事実をもとに、タキタロウもイワナが成長したものだという説も唱えられたが、体型・紋様・色が異なるためイワナとは区別可能であることから否定される[2]
- タキタロウ→ヒメマス説
- タキタロウ→イトウ説
- タキタロウ→ソウギョ説
- タキタロウ→新種の古代魚説